# Txaríkov
Txaríkov (en rus: Чарыков) és un poble (un khútor) del krai de Stàvropol, a Rússia, que en el cens del 2010 tenia 22 habitants. Pertany al districte rural de Zelenokumsk.